# 朱安涪
沈丘靖和王朱安涪（1467年—1524年6月11日），明朝周藩第二代沈丘王，沈丘榮戾王朱同鏺的庶長子。

## 生平
成化九年（1473年）三月，獲賜名安涪。正德十三年（1518年）六月，朱安涪襲封沈丘王。
嘉靖三年五月十日（1524年6月11日），朱安涪去世，享年五十八歲，諡號靖和。七月，消息傳到明政府，庶長子朱睦栲乞出城送葬，明世宗許之。三年後，朱睦栲襲爵。

## 家庭

### 子
- 庶長子：沈丘榮定王朱睦栲
- 第二子：鎮國將軍朱睦檈[1]
  - 第一子：輔國將軍朱勤？[1]
  - 第二子：輔國將軍朱勤？[1]
  - 第三子：輔國將軍朱勤？[1]
  - 第四子：輔國將軍朱勤？[1]
  - 第五子：輔國將軍朱勤？[1]
- 第三子：鎮國將軍朱睦柞[1]
  - 第一子：輔國將軍朱勤？[1]
  - 第二子：輔國將軍朱勤？[1]
- 第四子：鎮國將軍朱睦𣚽[1]
- 第五子：鎮國將軍朱睦楂[1]